# Bombus unicus
Bombus unicus — вид джмелів родини бджолиних.

## Поширення
Вид поширений у Європі, Північній Азії (крім Китаю) та в Південній Азії. У Росії трапляється на узбережжі Японського моря, крайньому півдні Далекого Сходу та в Приамур'ї.

## Опис
Самиця сягає 16-17 мм завдовжки, самець — 13 мм. Тіло здебільшого має сірі волосинки. Населяє луки та лісові галявини. Родина розвивається в одному поколінні. Дорослі особини збирають нектар та пилок на багатьох видах квіткових рослин.

## Етимологія
Родова назва Bombus у перекладі з латинської мови означає «гудіння, дзижчання». Bombus, своєю чергою, походить із давньогрецької мови. Видова назва unicus у перекладі з латини означає «єдиний». Порівняйте запозичене слово унікальнийв українській мові. Bombus unicus досл. – джміль рідкісний.

## Охорона
Вид занесено до Червоної книги Росії.